# Dunajov
Dunajov (ungarisch Dunajó) ist eine Gemeinde in der Nord-Mitte der Slowakei mit 1105 Einwohnern (Stand 31. Dezember 2024), die zum Okres Čadca, einem Teil des Žilinský kraj gehört.

## Geographie
Die Gemeinde befindet sich im Tal der Kysuca an dessen rechtem Ufer unterhalb des Javorník-Gebirges. Das Ortszentrum liegt auf einer Höhe von 373 m n.m. und ist 14 Kilometer von Čadca entfernt.
Nachbargemeinden sind Krásno nad Kysucou, Kysucký Lieskovec, Ochodnica und Zákopčie.

## Geschichte
Der Ort entstand im 16. Jahrhundert auf dem Gebiet des Herrschaftsguts von Budatín und wurde 1598 als Dunajow erwähnt. Besiedelt wurde sie, ähnlich wie viele andere Orte in der Landschaft Kysuce, durch walachische Kolonisierung. 1784 zählte man 73 Häuser und 417 Einwohner, 1828 90 Häuser und 643 Einwohner. Mangels fruchtbarer Böden kam es zur Entwicklung mehrerer Handwerke, insbesondere aber Drahtbinderei, andere Einwohner wanderten aus.
Während des Zweiten Weltkriegs wurden neun Einwohner durch eine Truppe der deutschen Wehrmacht erschossen.

## Bevölkerung
| Jahr                | 1994 | 2004    | 2014     | 2024    |
| ------------------- | ---- | ------- | -------- | ------- |
| Anzahl der Personen | 907  | 914     | 1187     | 1105    |
| Unterschied         |      | +0,77 % | +29,86 % | −6,90 % |

| Jahr                | 2023 | 2024    |
| ------------------- | ---- | ------- |
| Anzahl der Personen | 1104 | 1105    |
| Unterschied         |      | +0,09 % |

Nach der Volkszählung 2011 wohnten in Dunajov 1149 Einwohner, davon 1100 Slowaken, sechs Tschechen, zwei Ukrainer, ein Mährer und einer anderen Ethnie. 39 Einwohner machten keine Angaben. 1045 Einwohner bekannten sich zur römisch-katholischen Kirche, 12 Einwohner zur christlichen Gemeinde (eine evangelikale Kirche), je ein Einwohner zur jüdischen Religion und orthodoxen Kirche und ein Einwohner war anderer Konfession. 35 Einwohner waren konfessionslos und bei 54 Einwohnern ist die Konfession nicht ermittelt.
Ergebnisse nach der Volkszählung 2001 (903 Einwohner):
| Nach Ethnie: - 98,67 % Slowaken - 0,33 % Tschechen | Nach Konfession: - 95,68 % römisch-katholisch - 2,10 % keine Angabe - 1,77 % konfessionslos - 0,33 % evangelisch |

## Bauwerke
- moderne römisch-katholische Sieben-Schmerzen-Kirche, in den Jahren 1990–1996 gebaut
- Kapelle und Glockenturm aus dem Ende des 19. Jahrhunderts
- SNP-Denkmal in Skačkov

## Infrastruktur
Die grundlegende Infrastruktur ist teilweise ausgebaut: Es gibt Wasser- und Gasleitungen und Anschluss an das Kabelfernsehnetz; es fehlen die Kanalisation sowie Anschluss an eine Kläranlage. Im Ort sind ein Kindergarten sowie eine Grundschule (bis zur vierten Klasse) anwesend und es gibt ein Postamt sowie eine Bücherei. Die Bahnstrecke Žilina–Bohumín verläuft durch das Dorf und es gibt eine Haltestelle. Die Straße 1. Ordnung 11 (E 75) führt am linken Ufer der Kysuca, mit Anschluss in Krásno nad Kysucou.